# 硬著陸

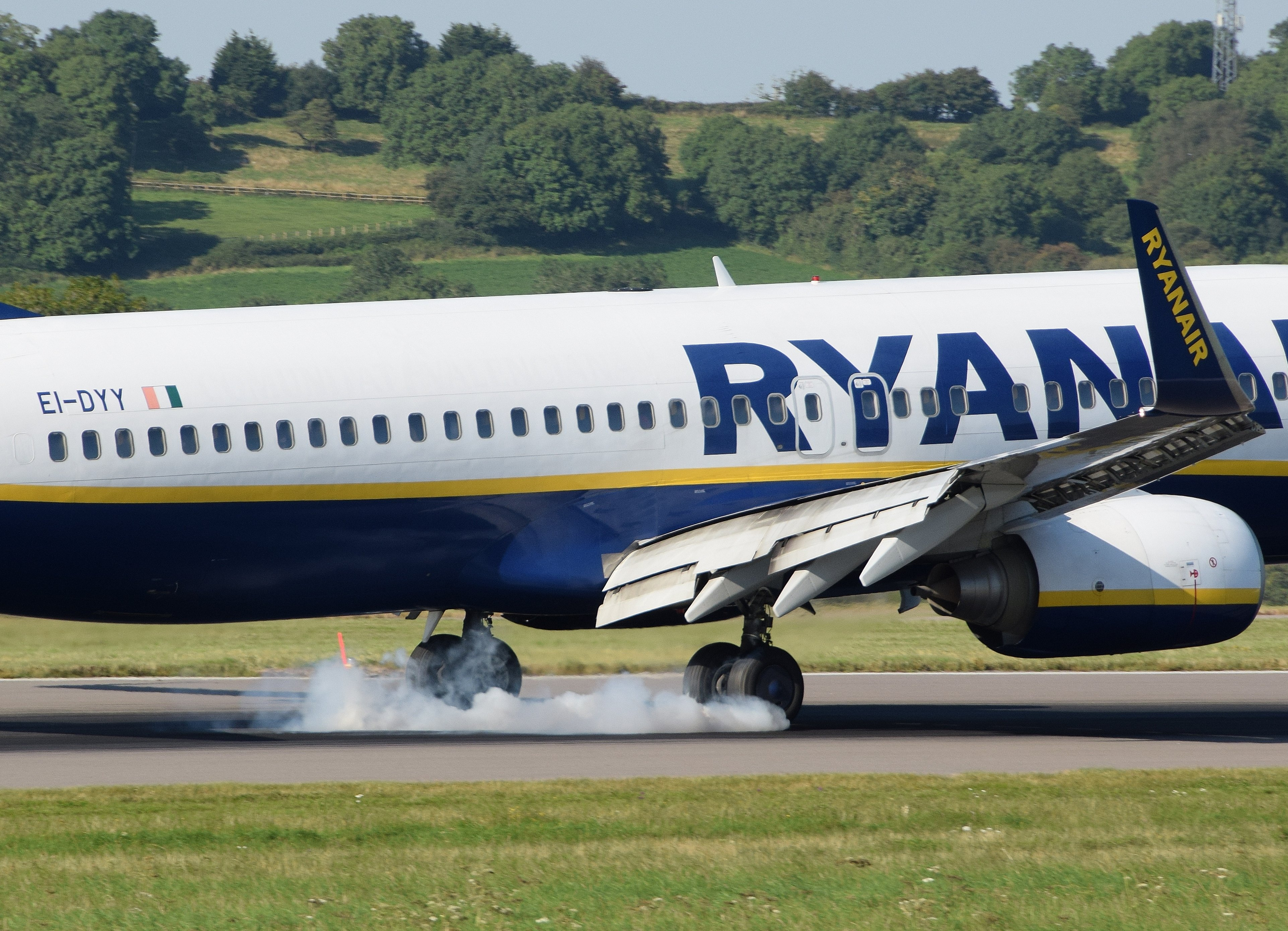
一架波音737-800在英国布里斯托国际机场硬着陆

硬著陸是指當飛機或航天器以比正常著陸時更大的垂直速度和力撞擊地面。
一般而言，航天器返回地面的垂直速度約為每秒2公尺，更快的垂直速度被機組人員歸類為硬著陸。